# Канс ан Амјеноа
Канс ан Амјеноа (фр. Camps-en-Amiénois) насеље је и општина у североисточној Француској у региону Пикардија, у департману Сома која припада префектури Амјен.
По подацима из 2011. године у општини је живело 176 становника, а густина насељености је износила 38,77 становника/km². Општина се простире на површини од 4,54 km². Налази се на средњој надморској висини од 120 метара (максималној 129 m, а минималној 85 m).

## Демографија
| 1962. | 1968. | 1975. | 1982. | 1990. | 1999. | 2011. |
| ----- | ----- | ----- | ----- | ----- | ----- | ----- |
| 157   | 188   | 179   | 161   | 169   | 165   | 176   |

График промене броја становника у току последњих година